# 和平与团结政府
和平与团结政府（羅馬化：hukumat alsalam walwahda）是一个于2025年4月15日成立的苏丹对立政府，旨在管理第三次苏丹内战期间由快速支援部队及其盟友控制的地区，并对抗由过渡主权委员会任命的苏丹过渡政府。